# Ernst Leopold von Kellersperg
Ernst Leopold von Kellersperg, též baron Arnošt Kellersperg (20. ledna 1822 Štýrský Hradec – 22. dubna 1879 Štýrský Hradec), byl rakouský šlechtic a politik německé národnosti, v 2. polovině 19. století poslanec Říšské rady, v letech 1861–1863 a 1867–1868 český místodržící.

## Biografie
Pocházel ze staré šlechtické rodiny ze Štýrska, byl jediným synem slezského zemského prezidenta barona Josefa Ernsta Kellersperga (1792–1872). Vystudoval práva, nastoupil pak do státní služby, nejprve ve Štýrském Hradci, poté v Mariboru. V letech 1850–1852 byl okresním hejtmanem v Leibnitzi, poté působil v Rijece a v roce 1855 byl jmenován dvorním radou u místodržitelství v Záhřebu. V roce 1859 vedl krátce místodržitelskou správu v Lombardsko-benátském království se sídlem v Miláně. V listopadu 1859 byl přeložen jaké místodržitelský viceprezident do Prahy. Poté, co byl odvolán místodržící Anton Forgách, působil Kellersperg v letech 1861–1863 jako správce českého místodržitelství. V letech 1863–1867 byl místodržitelem v Přímoří se sídlem v Terstu. Poté se vrátil do Čech jako řádný místodržící v březnu 1867 a funkci zastával do 10. října 1868, tedy v době vyostřených opozičních nálad mezi českým obyvatelstvem v souvislosti s provedením rakousko-uherského vyrovnání. Měl titul tajného rady.
V roce 1864 byl delegován do Říšské rady (tehdy ještě volené nepřímo) za kurii venkovských obcí, obvod Plzeň. 16. listopadu 1864 složil slib.
Jako místodržitel zodpovídal za provedení zemských voleb v březnu 1867, ve kterých jím podporovaná provídeňská Ústavní strana a hlavně Strana ústavověrného velkostatku ovládla většinu míst na sněmu a eliminovala federalistickou, pročeskou většinu okolo Strany konzervativního velkostatku. Sám byl v těchto volbách zvolen do Českého zemského sněmu za kurii velkostatkářskou (nesvěřenecké velkostatky). Rezignoval před zářím 1869.
Následně zakoupil velkostatky ve Štýrsku. Patřila mu panství Söding, Altenburg a Pichling. Dále se politicky angažoval. Když v roce 1871 padla předlitavská vláda Karla von Hohenwarta, uvažovalo se o Ernstu Leopoldu von Kellerspergovi jako o novém ministerském předsedovi. Nezískal ale předběžnou podporu a sestavení kabinetu neprovedl.
Podle některých pramenů byl v roce 1871 opět delegován do Říšské rady. V seznamech poslanců ale figuruje až v Říšské radě zvolené v prvních přímých volbách v roce 1873, za velkostatkářskou kurii ve Štýrsku. Slib složil 5. listopadu 1873. Ve vídeňském parlamentu zasedal do své smrti roku 1879.
V roce 1862 byl jmenován c. k. tajným radou a za zásluhy obdržel Řád železné koruny I. třídy (1867). Během svého působení v Čechách získal čestné občanství v Praze (1863) a v Mariánských Lázních (1868).
Byl ženatý s hraběnkou Leonií Schärffenbergovou (1838–1899). Měli spolu osm dětí, z toho sedm synů, kteří převážně působili ve státních službách, synové Roderich (1869–1922) a Osvald (1871–1928) se přiženili do moravských průmyslnických rodin Teuberů a Offermannů. V posledních letech před smrtí trpěl zdravotními potížemi. Zemřel v dubnu 1879.
Jeho švagrem byl Josef Lasser von Zollheim (1814–1879), rakouský ministr vnitra.